# Jan Schlaudraff
Jan Schlaudraff (Waldbröl, 18 de julho de 1983) é um futebolista alemão.